# Sinsheim
Sinsheim is een stad en gemeente in het noorden van de Duitse deelstaat Baden-Württemberg en maakt deel uit van het Rhein-Neckar-Kreis.
Sinsheim telt 35.433 inwoners.

## Plaatsen in de gemeente Sinsheim

Ligging van Sinsheim en zijn stadsdelen

Tussen haakjes het aantal inwoners volgens de bevolkingsstatistiek van de gemeente. Peildatum 31 december 2021. Gemeentetotaal: 36.177 personen.
- Adersbach (626)
- Dühren (2.252)
- Ehrstädt (578)
- Eschelbach (2.248)
- Hasselbach (315)
- Hilsbach (2.320)
- Hoffenheim (3.314)
- Sinsheim (kernstad; 13.129)
- Reihen (2.298)
- Rohrbach (2.214)
- Steinsfurt (3.271)
- Waldangelloch (1.674)
- Weiler (1.938).

## Geografie, infrastructuur
Sinsheim ligt hemelsbreed ongeveer 22 km ten zuidoosten van de stad Heidelberg,  in de streek Kraichgau. Andere grote steden in de omgeving zijn Karlsruhe, dat ten zuidwesten van Sinsheim ligt en Heilbronn, dat ten zuidoosten van Sinsheim ligt. Door de gemeente loopt het riviertje de Elsenz.

### Aangrenzende gemeenten
Dit zijn, ongeveer in de richting van de wijzers van de klok, beginnend in het noorden:
- Bad Rappenau, Kirchardt, Ittlingen  en Eppingen (alle in de Landkreis Heilbronn)
- Östringen, in de Landkreis Karlsruhe
- Angelbachtal, Mühlhausen (Kraichgau), Dielheim, Zuzenhausen, Waibstadt en Neckarbischofsheim (alle  in de Rhein-Neckar-Kreis).

Sinsheim is in 1972 met de (op het kaartje in het kader afwijkend gekleurde) buurgemeentes Zuzenhausen en Angelbachtal een zogenaamde  vereinbarte Verwaltungsgemeinschaft aangegaan, waarbij Sinsheim de erfüllende Gemeinde is. Dit is een alleen in Baden-Württemberg bestaande vorm van bestuurssamenwerking. Daarbij neemt Sinsheim een aantal gemeentelijke bevoegdheden en taken over van Zuzenhausen en Angelbachtal.

### Infrastructuur

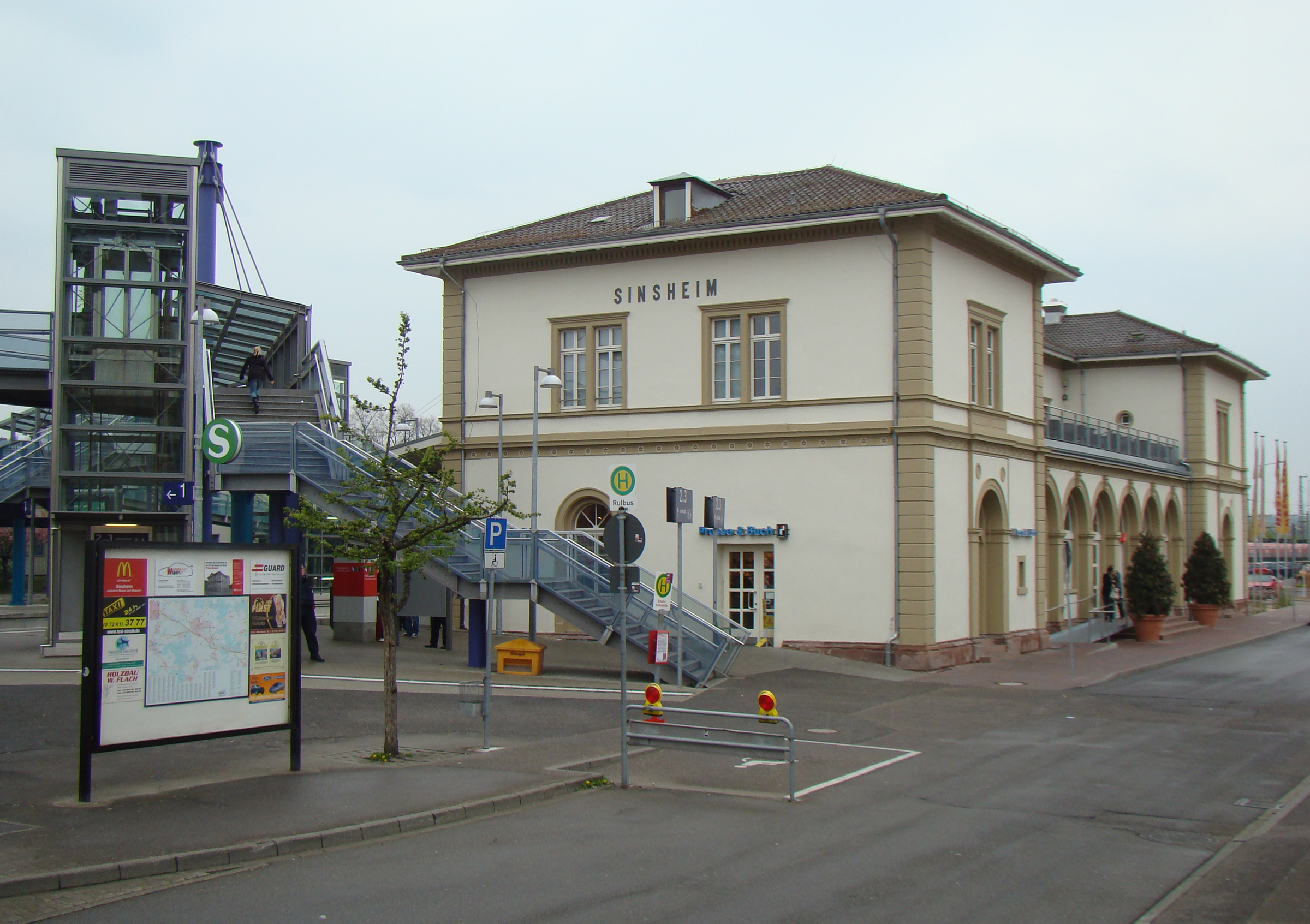
Station Sinsheim Hbf
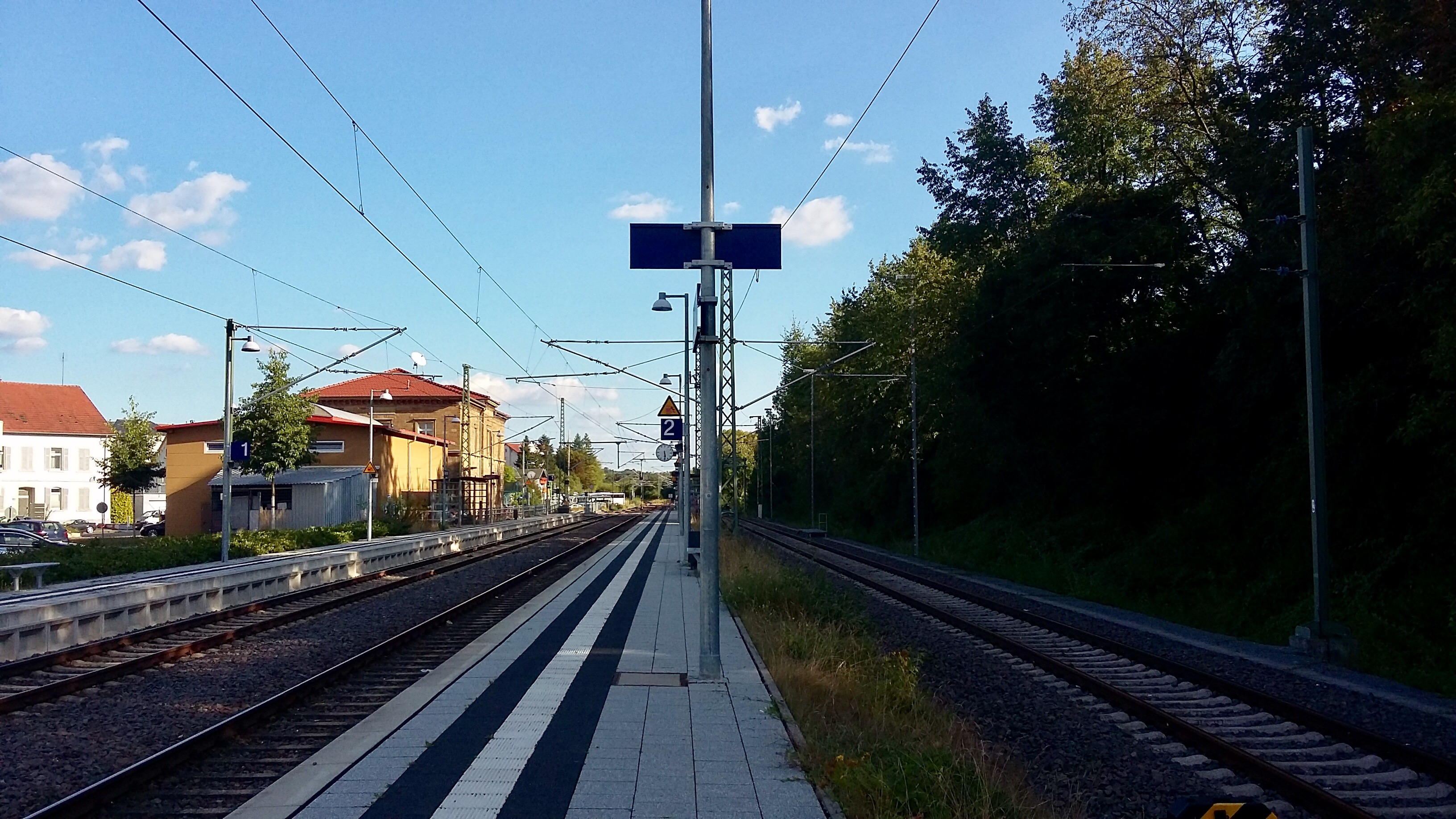
Station Steinsfurt
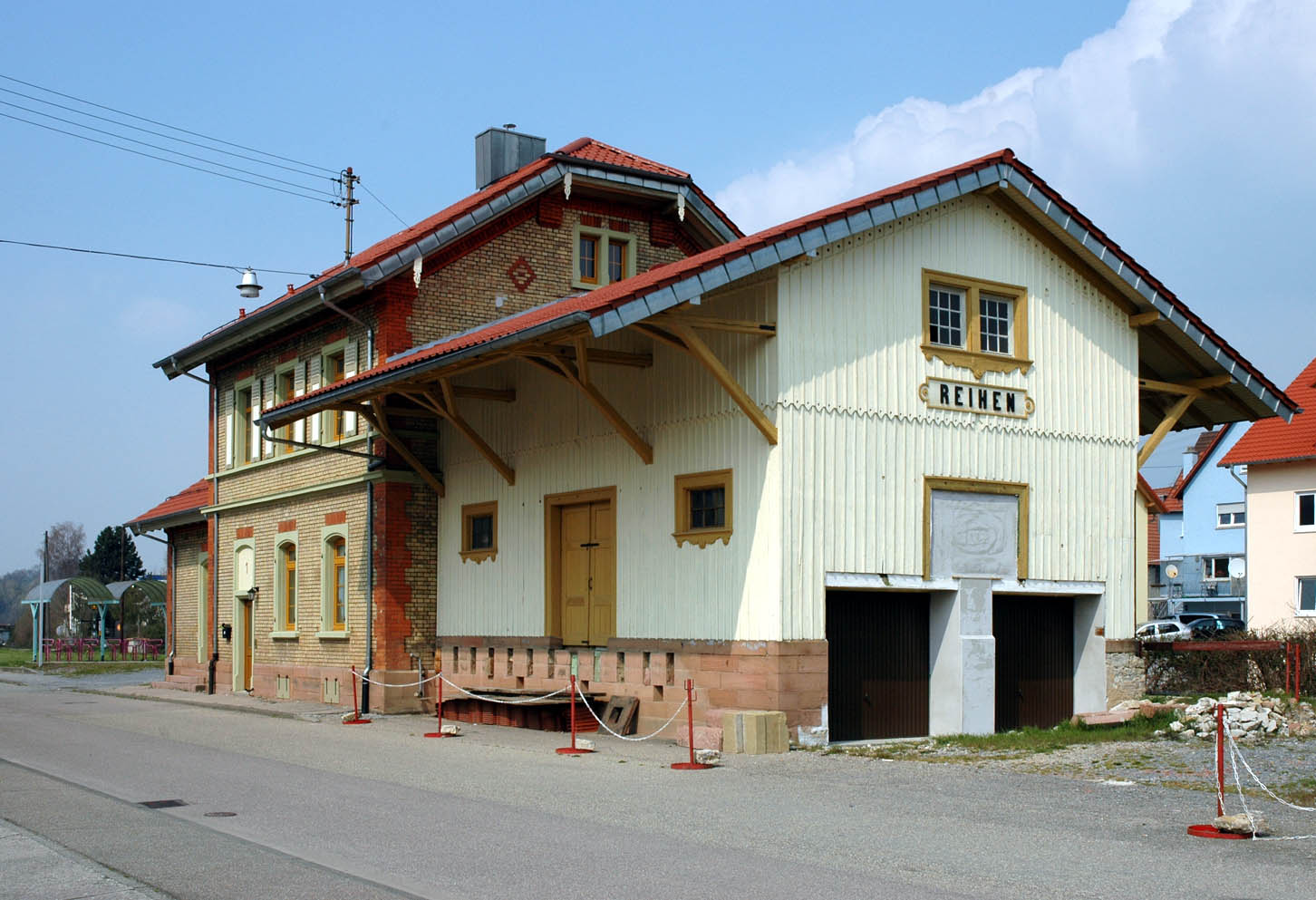
Station Reihen
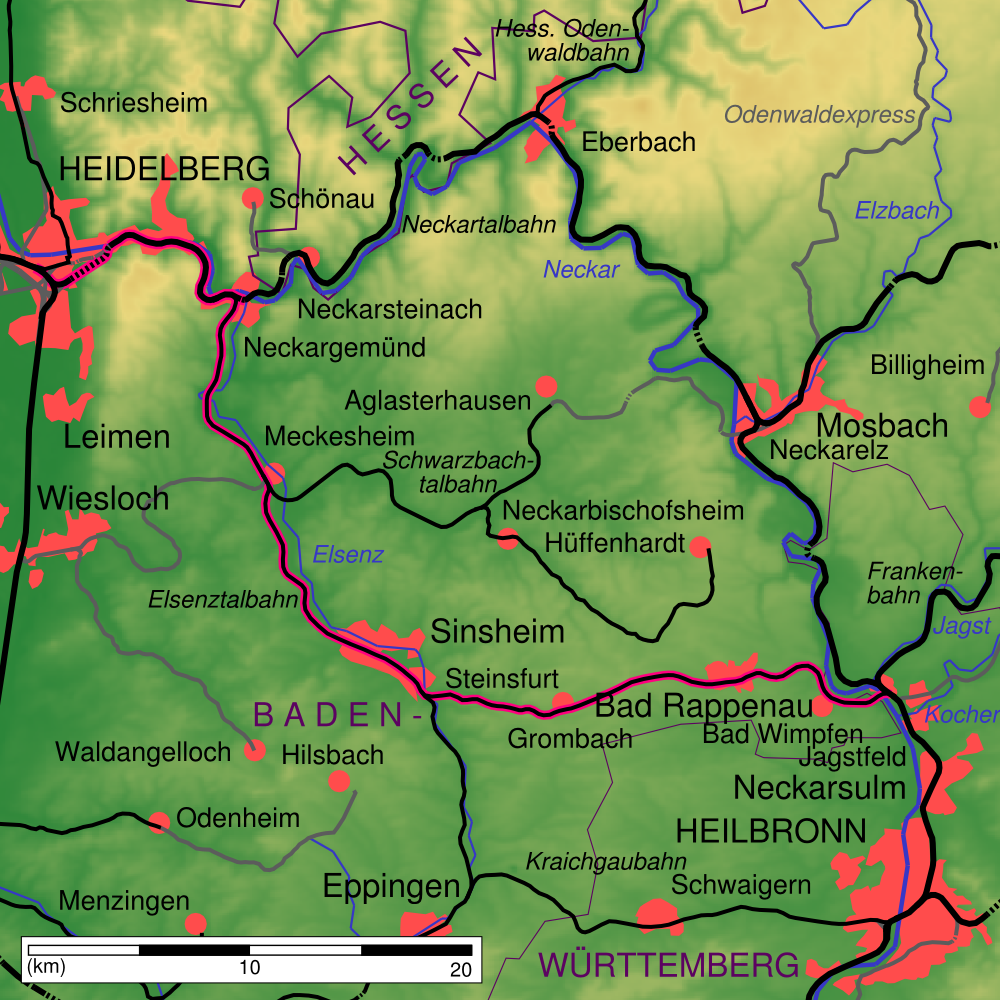
Trajectkaart Elsenztalbahn (roze met zwarte streep)

Van west naar oost loopt de Autobahn A6 door de gemeente, met de afritten nrs. 33, 33a, 33b en 34. Andere doorgaande verkeerswegen zijn de Bundesstraße 39, de Bundesstraße 45 en de Bundesstraße 292.
Door de gemeente lopen spoorlijnen noordwestwaarts richting Neckargemünd, niet ver van Heidelberg, oostwaarts richting Bad Friedrichshall, niet ver van Neckarsulm, en, vanuit het overstapstation te Steinsfurt, zuidwaarts richting Reihen en Eppingen, dat ten westen van Heilbronn ligt.
Het grootste station, in Sinsheim zelf, heet officieel: Sinsheim (Elsenz) Hauptbahnhof. Het ligt aan de Elsenztalbahn Neckargemünd - Bad Friedrichshall v.v.. De S-Bahn RheinNeckar bedient, onder lijnnummer S5, de railverbinding Heidelberg Hbf-Steinsfurt en de lijn Steinsfurt-Eppingen.
In de gemeente staan verder de spoorwegstations Hoffenheim en Sinsheim Museum/Arena (geopend in 1995). De stations van Sinsheim en Hoffenheim zijn in 2008 en 2009 ingrijpend gemoderniseerd.
De stad heeft twee stadsbuslijnen (op werkdagen halfuursdienst), en station Sinsheim Hbf is begin- en eindpunt van circa 10 streekbuslijnen. De frequentie van de streekbuslijnen is, buiten de spitsuren op werkdagen, laag.

## Economie
Tussen Dühren en Sinsheim-stad kruist de A6 op afrit 33 de B39. Hier vlakbij ligt binnen de dorpsgrens van Dühren een tamelijk groot bedrijventerrein met vooral logistieke bedrijven en distributiecentra. Meer oostelijk liggen op het gebied van de kernstad nog twee soortgelijke terreinen, voor met name het midden- en kleinbedrijf. Eén van deze terreinen grenst in het oosten aan het Technik-Museum Sinsheim.

## Geschiedenis

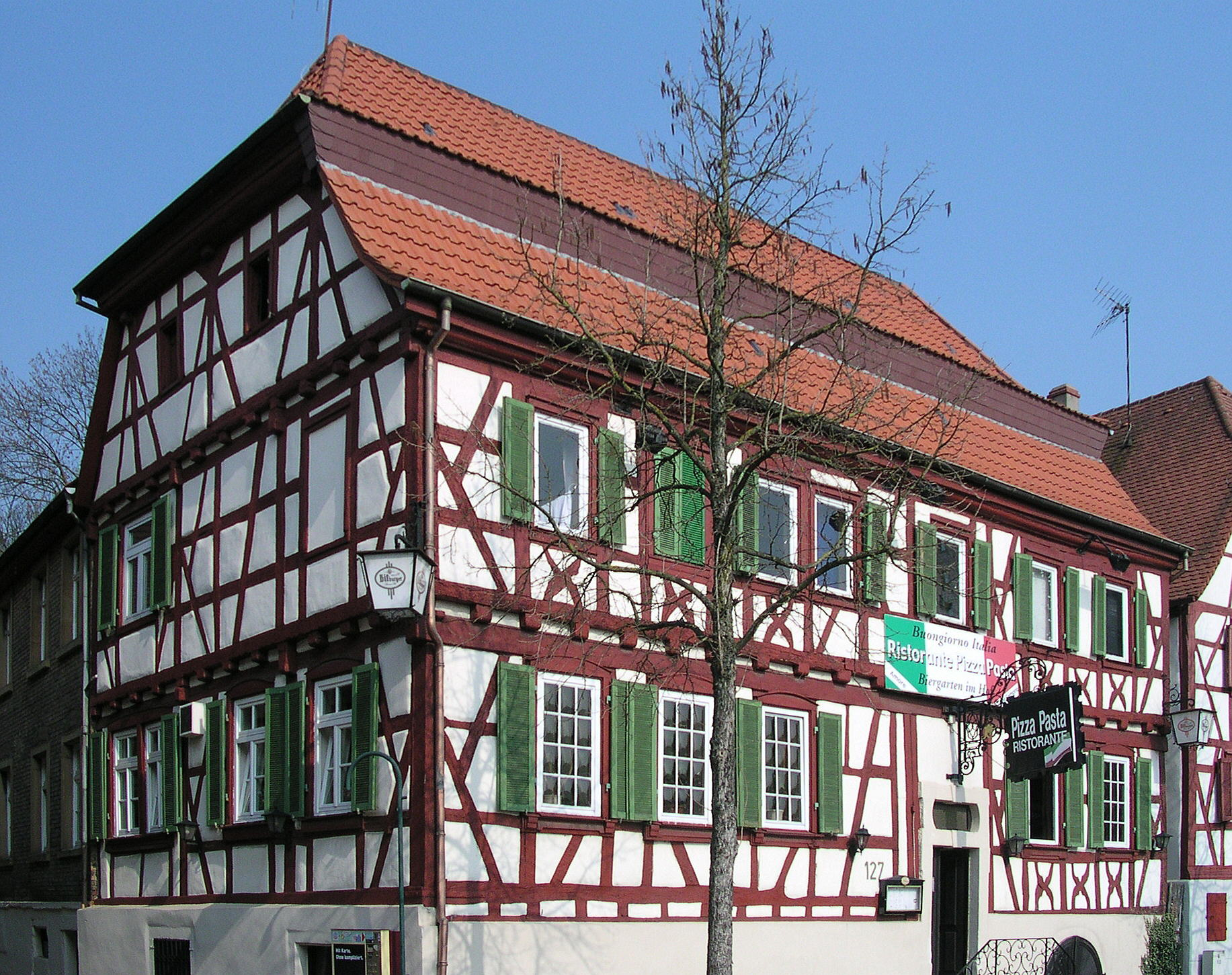
Herberg Zum schwarzen Bären (In de Zwarte Beer)

Sinsheim ligt in een vruchtbaar landbouwgebied en is sinds de Jonge Steentijd vrijwel permanent bewoond geweest. In 1865 werd bij Dühren een rijke grafvondst gedaan, toentertijd als Keltisch vorstengraf betiteld. In de Romeinse tijd, in de eerste eeuwen van de jaartelling, maakte het gebied van Sinsheim deel uit van de Agri decumates, een intensief agrarisch gebruikte zone, die in de 3e en 4e eeuw door de Alemannen werd veroverd. Dezen moesten in de 6e eeuw weer wijken voor de Franken. 
In een aantekening uit 770 in de Codex Laureshamensis is de oudste vermelding van de plaatsnaam aangetroffen, als Sunnisheim. Omstreeks het jaar 1000 liet Otto I van Karinthië het sticht van Sinsheim in het leven roepen. In de 11e eeuw werd dit een benedictijnerklooster, in 1496 een adellijk sticht.
Keizer Hendrik VI verleende Sinsheim stadsrechten in 1192.
Van 1329 (Sinsheim zelf) of 1410 (omliggende dorpen) tot 1499 waren sommige plaatsen in het gebied deel van het Vorstendom Palts-Mosbach, daarna, tot 1803, van de Keur-Palts. Binnen deze vorstendommen lagen zij in het Oberamt Mosbach. Enkele plaatsen, waaronder Hilsbach bezaten een eigen Kellerei. Een Keller, in Noord-Duitsland Kellner genaamd, was een lager geplaatste ministeriaal, die namens zijn leenheer een klein gedeelte van een heerlijkheid moest besturen. Zijn ambtswoning werd een Kellerei genoemd; die te Hilsbach bestaat nog.
In 1525, tijdens de Duitse Boerenoorlog, was in deze streek een zekere Anton Eisenhut als opstandelingenleider actief. Op 10 mei 1525 was hij met een bende van enkele honderden (wellicht ruim 200) bewapende mannen, meest boeren, het stadje Eppingen binnengedrongen, dat hij zonder tegenstand kon innemen. In Hilsbach plunderde Eisenhuts bende de Kellerei van de Keur-Palts, en in Sinsheim plunderde hij huizen van bestuurders van het sticht aldaar. Ook beroofden zij het kasteel Steinsberg, en staken het in brand. Op 14 en 15 mei beëindigde Eisenhut het geweld, gaf zich op de 18e te Hilsbach over, ontbond zijn bende, maar werd een week later alsnog gearresteerd en te Bruchsal onthoofd.
In de Dertigjarige Oorlog (1618-1648) hadden bijna alle plaatsen in de gemeente Sinsheim te lijden van plundering, brandstichting, besmettelijke ziektes enz. Na deze oorlog was in de meeste plaatsen het aantal inwoners nog maar een fractie van dat van 1618. In 1674, in de Hollandse Oorlog, vond een door de Franse troepen tegen die van de keizer gewonnen veldslag plaats (Slag bij Sinsheim). Hierbij werd het stadje, en ook het Sticht Sinsheim,  geheel verwoest. Ook in de Negenjarige Oorlog (1688-1697) ontkwam Sinsheim niet aan rampspoed. Franse troepen bezetten de Palts in het najaar van 1688 en trokken zich in 1689 weer terug, maar niet na eerst grote verwoestingen te hebben aangericht.
In 1806 kwam het, zoals bijna heel de Kraichgau, na een driejarige tussenfase, aan het Groothertogdom Baden, dat vanaf 1871 aan het Duitse Keizerrijk onderhorig was, en vanaf 1918 aan de republiek van Weimar.
De Badische revolutie van 1848 had in Sinsheim, met als hoofdkwartier de herberg Zum schwarzen Bären,  een actief centrum. In 1868 verkreeg Sinsheim aansluiting op het spoorwegnet. In 1889 werden de gebouwen van het Sticht Sinsheim tot opvoedingsgesticht verbouwd. De gebouwen zijn  in gebruik als zorginstelling voor jongeren; de voormalige stichtskerk dient sindsdien als cultureel centrum Stift Sunnisheim.
Vanaf de 19e eeuw tot op heden is Sinsheim een regionaal centrum van allerlei soorten scholen, vooral in het voortgezet onderwijs. De intelligentste leerlingen konden, en kunnen nog steeds, in de niet veraf gelegen Universiteit van Heidelberg verder studeren.
De crisis van de jaren 1930 trof Sinsheim relatief zwaar en dreef vanaf 1933 velen in de armen van de nazi's. In 1938, bij de Kristallnacht werden synagoges en andere Joodse bezittingen verwoest. In oktober 1940 werden de laatste Joden, die niet tijdig hadden kunnen emigreren, door de Gestapo opgepakt en via het kamp in het Zuidwest-Franse Gurs uiteindelijk naar de vernietigingskampen weggevoerd. De Tweede Wereldoorlog richtte, voor zover bekend, in Sinsheim en omgeving relatief weinig materiële schade aan.
Na de oorlog werden duizenden Heimatvertriebene, Duitsers uit o.a. het in 1945 Pools geworden  Silezië, in Sinsheim en omliggende plaatsen geherhuisvest. Rond 1965, na de aanleg van de A6, ontwikkelde zich enige industrie (die na ca. 1990 weer verdween) en logistieke bedrijvigheid. In de periode 1971-1973 vond de gemeentelijke herindeling plaats, waardoor 12 omliggende dorpen stadsdelen van Sinsheim werden. In 1973 verwierf Sinsheim het predicaat Große Kreisstadt. Ook werden de plaatsen uitgebreid met talrijke woonwijken voor forensen met een werkkring in Heidelberg en andere grote steden in de regio.

## Bezienswaardigheden, toerisme, evenementen
- De, in haar huidige uiterlijk 18e- en 19e-eeuwse, evangelisch-lutherse stadskerk is talrijke malen gerenoveerd,  verwoest en  daarna herbouwd. Vanaf 1697 was het gebouw een simultaankerk, in gebruik bij evangelisch-lutherse, evangelisch-gereformeerde (calvinistische) en rooms-katholieke christenen. Sinds 1967 is de kerk alleen nog evangelisch-luthers.
- Sinds 1981 is in Sinsheim het Technik-Museum Sinsheim gevestigd met onder meer vliegtuigen, waaronder een prototype van de Tupolev Tu-144 en de Concorde. Het museum staat aan de A6, tussen Sinsheim-stad en het ten oosten daarvan gelegen Steinsfurt.

- Sinsheim zelf, en ook de omliggende dorpen in de gemeente, zijn rijk aan historische gebouwen; veel van deze plaatsen bezitten een kasteel of kasteelruïne; enkele kastelen huisvesten een horecabedrijf of partycentrum. In bijna alle dorpen staat een monumentale, in de meeste gevallen 18e- of 19e-eeuwse kerk, en er staan in veel gevallen ook enkele schilderachtige vakwerkhuizen. Zie de artikelen over de 12 afzonderlijke stadsdelen van Sinsheim.
- In een uit 1712 daterend vakwerkhuis aan de Hauptstraße, dat in het verleden het stadhuis van Sinsheim is geweest, is het streekmuseum (Stadtmuseum) van Sinsheim gevestigd, met o.a. een collectie archeologische vondsten, een gereconstrueerd winkeltje uit 1907 en gegevens over de geschiedenis van de gemeente.
- Het op een 333 m hoge heuveltop gelegen kasteel Burg Steinsberg is eigendom van de stad Sinsheim. Het bij het dorp Weiler gelegen complex wordt regelmatig gebruikt voor festivals, muziek- en theatervoorstellingen in de open lucht, enz.
- Cultureel centrum in het voormalige sticht Sunnisheim
- Sinsheim is speelstad van de belangrijke profvoetbalclub TSG 1899 Hoffenheim, die ook regelmatig voetbalevenementen voor de jeugd organiseert.
- Niet ver ten westen van het nieuwe voetbalstadion staat de in 2019 geopende Klima Arena, een inclusief het bijbehorende park 4 hectare groot educatie- en voorlichtingscentrum over de problematiek  van de opwarming van de Aarde. Het is door dezelfde mecenas gefinancierd  als het stadion.
- Niet ver ten zuidwesten van het nieuwe voetbalstadion ligt een groot, overdekt wellness-centrum met sauna en zwembad, met de naam  Thermen & Badewelt Sinsheim.

## Sport

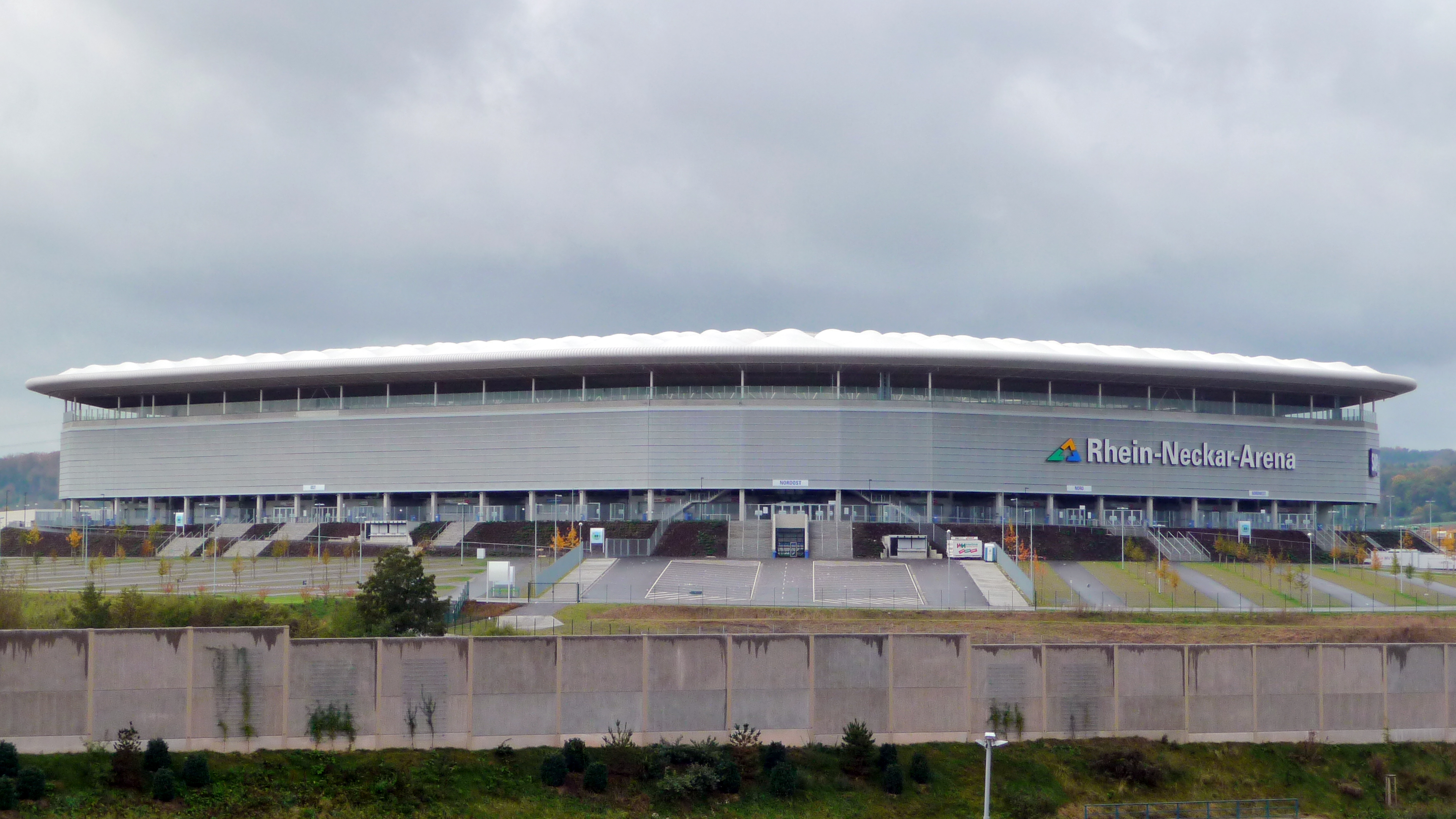
Voetbalstadion Rhein-Neckar-Arena, Sinsheim
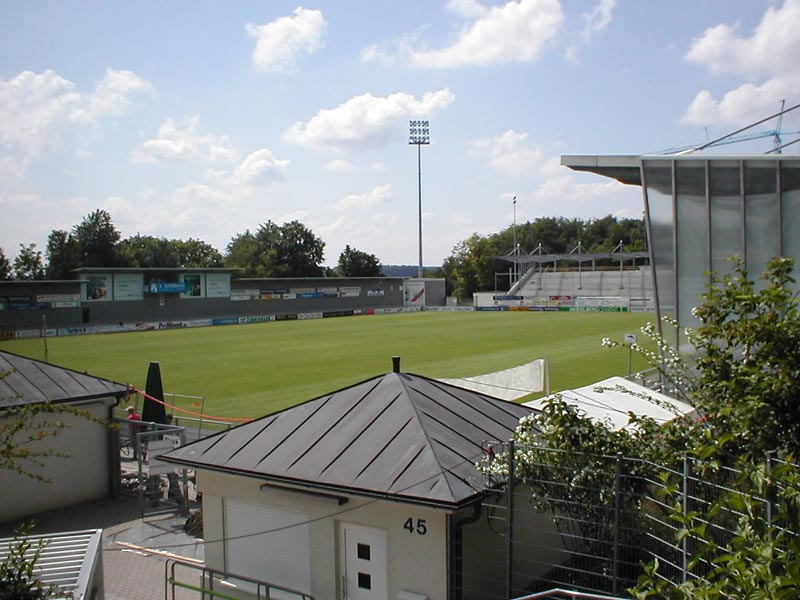
Het Dietmar-Hopp-Stadion te Hoffenheim

In Sinsheim staat de Rhein-Neckar-Arena, de thuishaven van voetbalclub TSG Hoffenheim. Die club promoveerde in 2008 naar de Bundesliga, het hoogste niveau in Duitsland. Omdat het oude Dietmar-Hopp-Stadion aan de noordkant van het nabijgelegen Hoffenheim niet aan de Bundesliga-eisen voldeed, werd er een nieuw stadion gebouwd. Dit stadion ligt aan de zuidkant van de snelweg A6, dicht bij het Technik-Museum,  en biedt plaats aan ruim 30.000 toeschouwers. In januari 2009 werd het geopend.
Het Dietmar-Hopp-Stadion wordt nu gebruikt door de vrouwentak van TSG 1899 Hoffenheim.

## Afbeeldingen

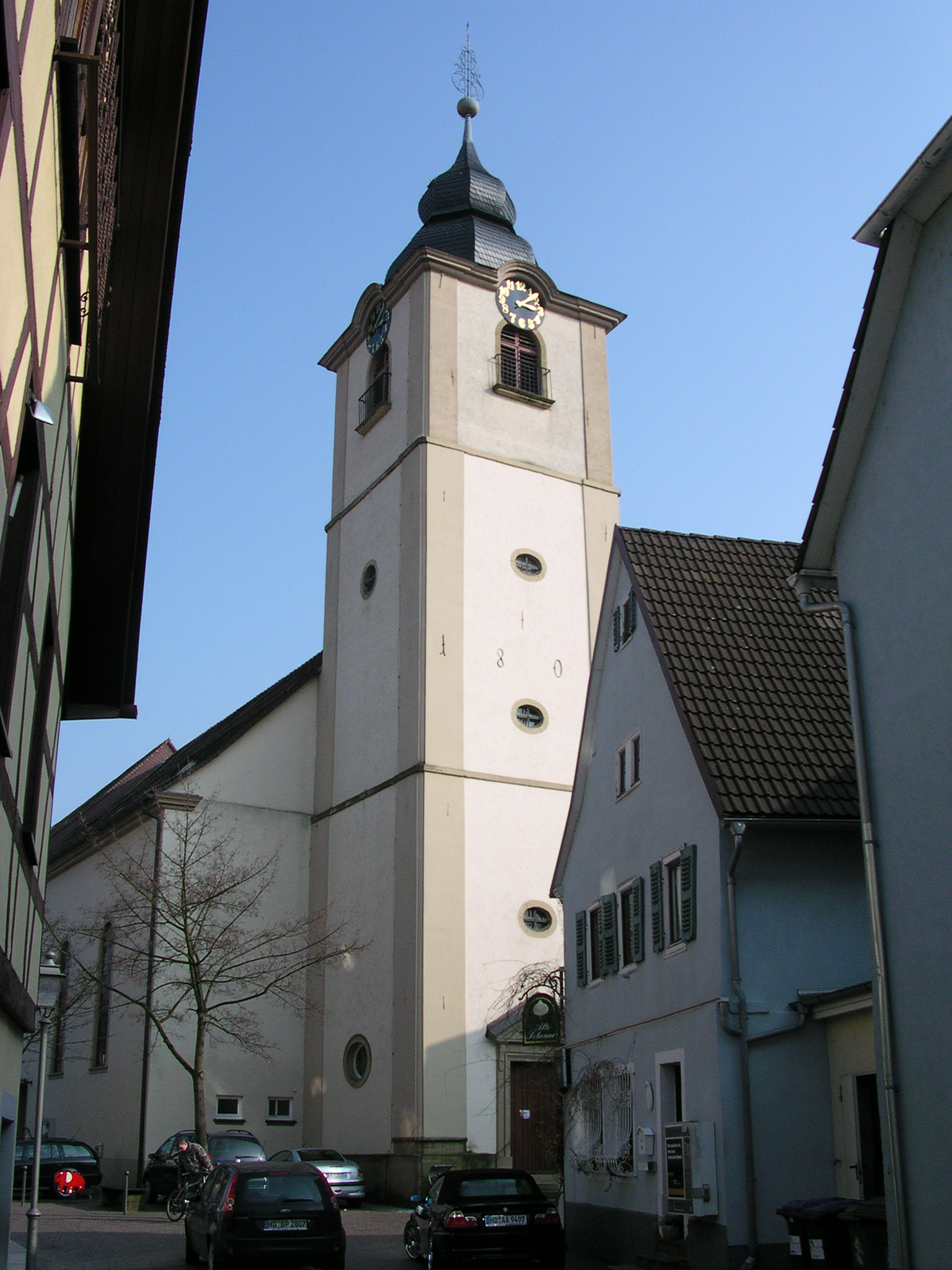
Evang.-lutherse stadskerk
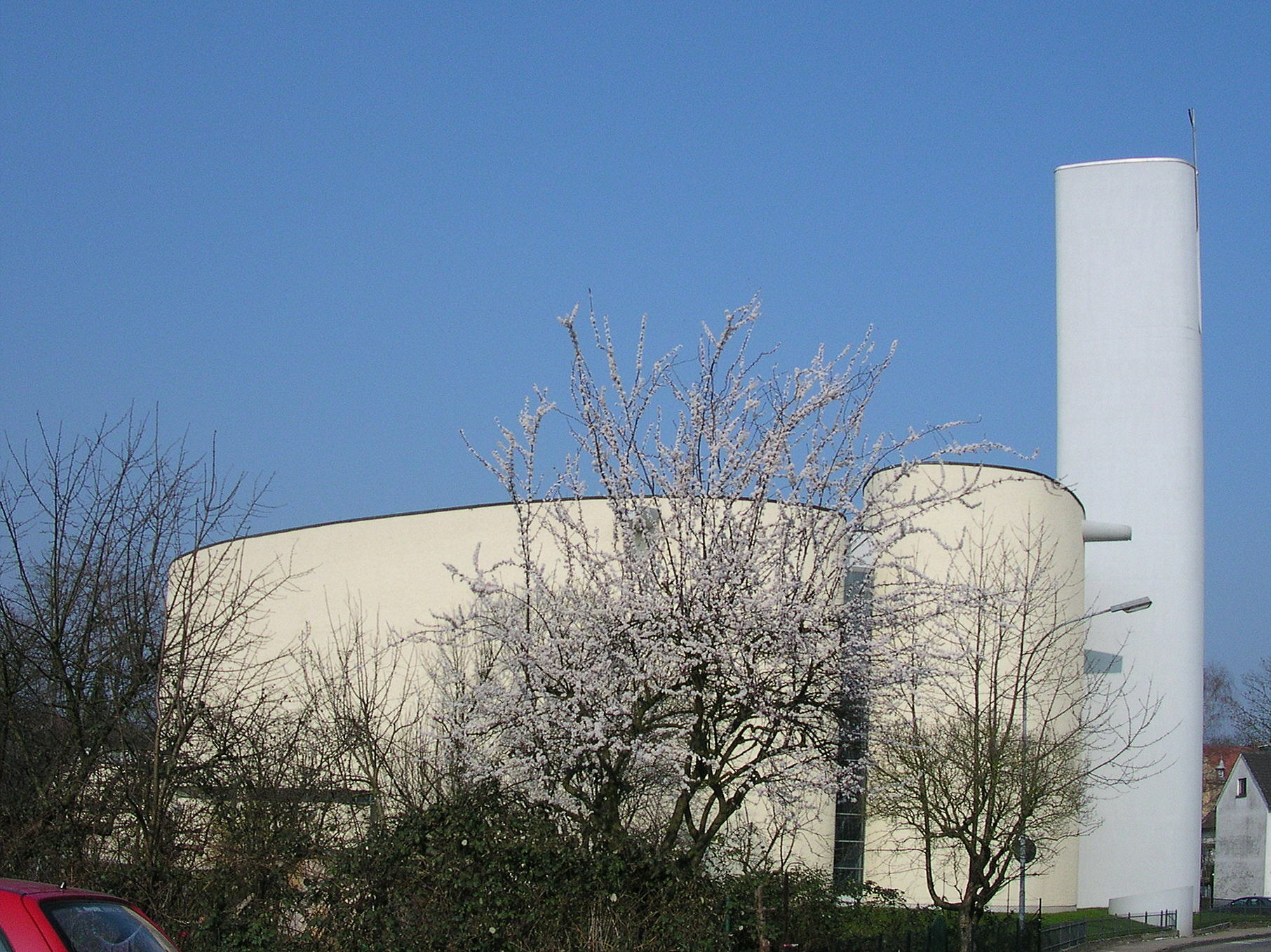
R.K. kerk St. Jacobus de Meerdere (1966)
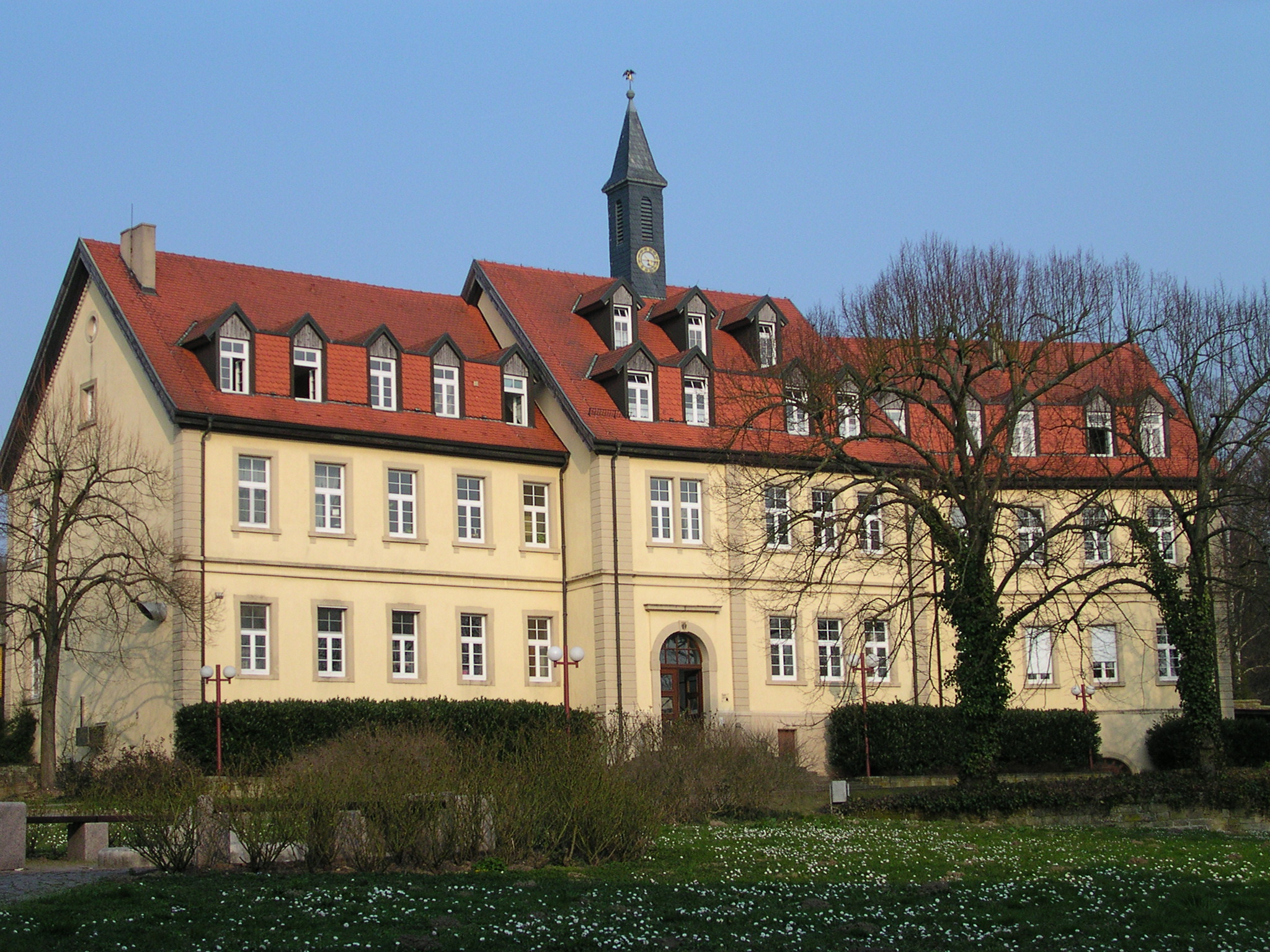
Hoofdgebouw van het Sticht Sinsheim
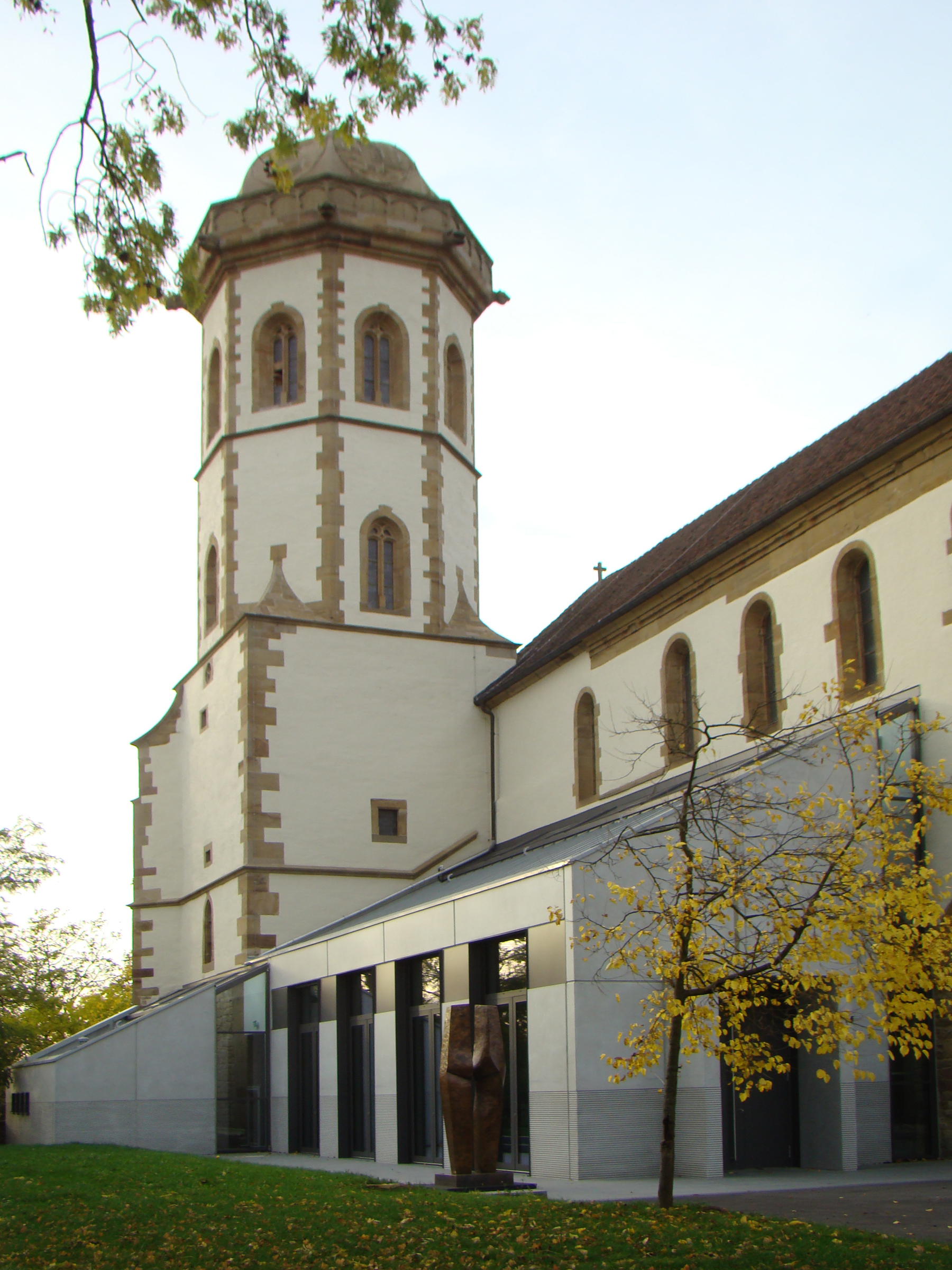
Voormalige stichtskerk (2012)
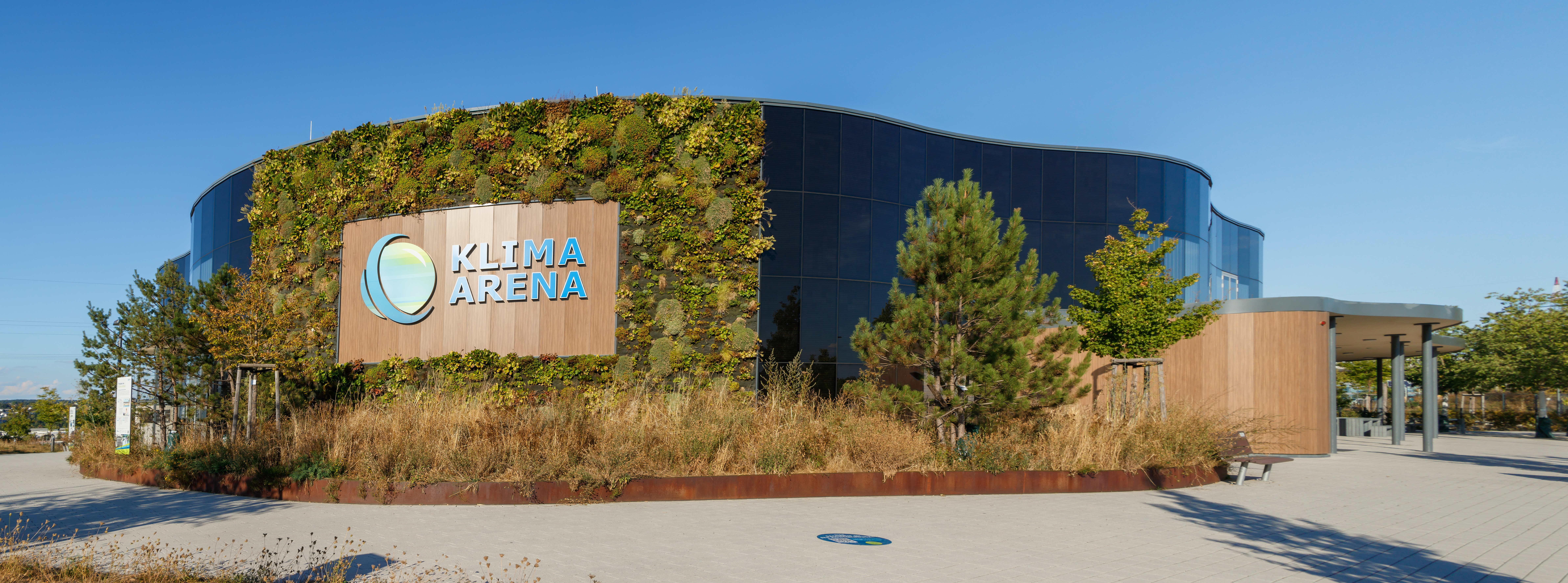
Klima Arena
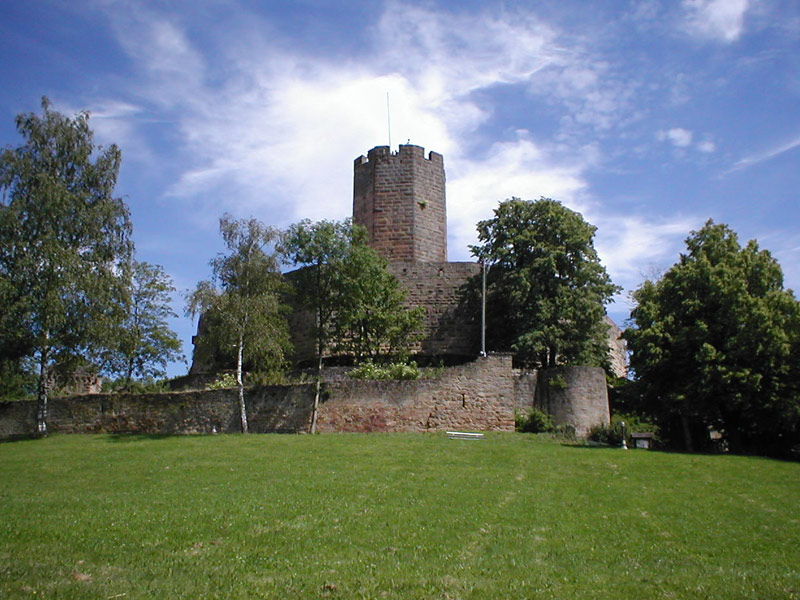
Burg Steinsberg, Weiler bij Sinsheim
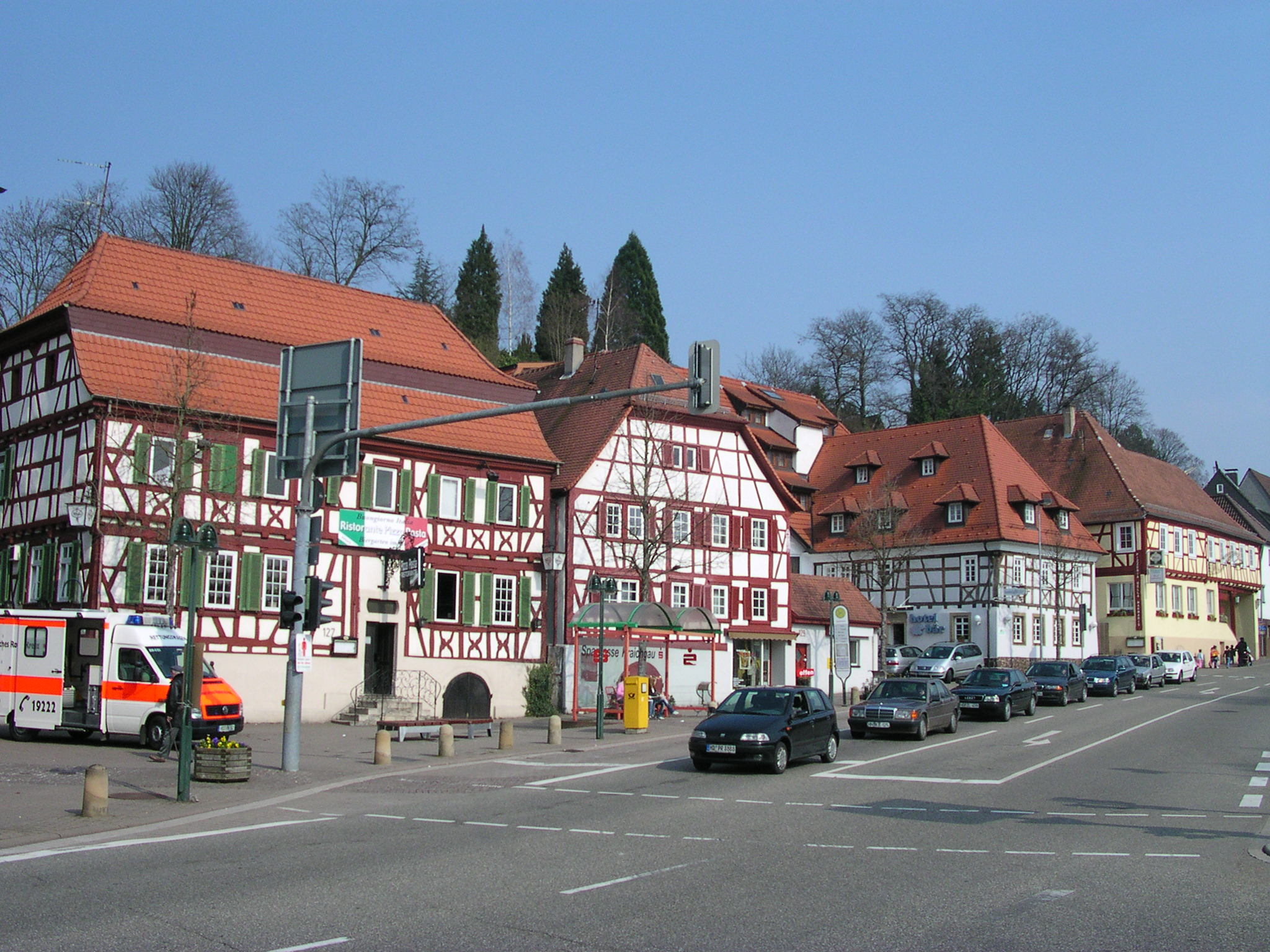
Vakwerkhuizen aan de Hauptstraße te Sinsheim
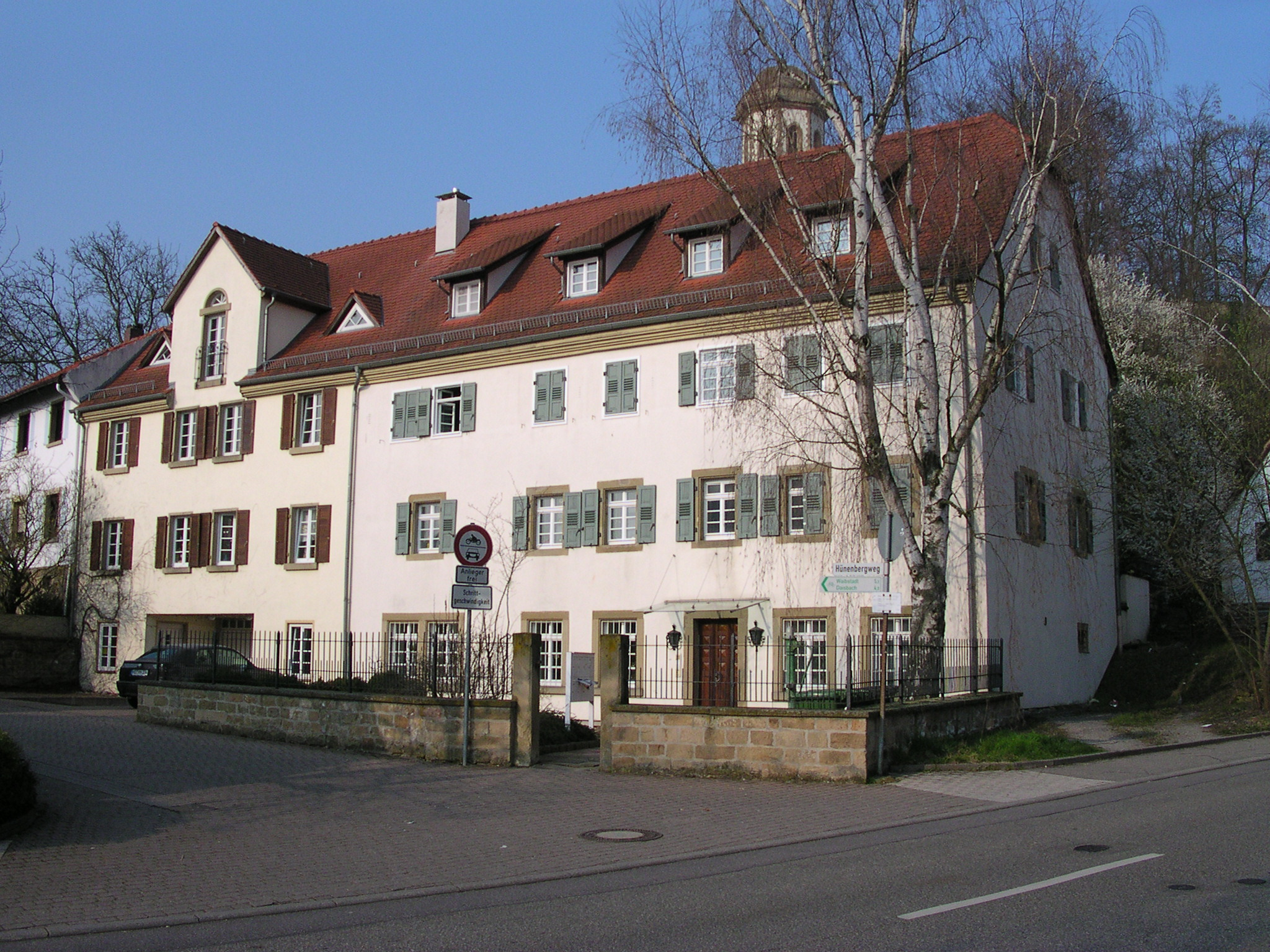
Sinsheim, Altes Spital (1803; van 1857-1896 ziekenhuis)

## Partnersteden
- Longué-Jumelles (Frankrijk), sinds 1976
- Barcs (Hongarije), sinds 1989

## Belangrijke personen in relatie tot de gemeente
- Karl Wilhelmi (* 17 maart 1786 in Heidelberg; † 8 april 1857 in Sinsheim), invloedrijk dominee[5] en pionier in de archeologie, deed o.a. onderzoek naar prehistorische grafheuvels (Todtenhügel) in de gemeente Sinsheim. Naar hem is een middelbare school en een straat in Sinsheim genoemd. Op onregelmatige tijden wordt aan een verdienstelijk burger van de gemeente, zoals een aftredend burgemeester of belangrijk raadslid, een naar hem genoemde erepenning uitgereikt, de Karl-Wilhelmi-Ehrenmünze.
- Karl Schumacher (* 14 oktober 1860 in Dühren; † 17 april 1934 in Bad Mergentheim), door de herinnering aan Karl Wilhelmi geïnspireerd archeoloog, onderzoeker van de ligging van de Limes, vanaf 1901 de eerste directeur van het Römisch-Germanische Zentralmuseum[6] te Mainz.
- Franz Sigel (1824-1902), geboren te Sinsheim, bij de maartrevolutie van 1848 betrokken politicus en militair, vanaf 1848 in de Verenigde Staten
- David Heinz Gumbel (* 10 oktober 1906 in Sinsheim; † 4 november 1992 in Jeruzalem) Duits-joods zilversmid en designer, emigreerde in 1936 naar Palestina, vocht mee in de Arabisch-Israëlische Oorlog van 1948 en werkte daarna tot zijn overlijden in Israël. Daar is hij beroemd geworden, doordat hij in 1950 een zilveren omhulsel had gemaakt voor het originele document, waar de Israëlische onafhankelijkheidsverklaring op te lezen staat.
- Dietmar Hopp (* 26 april 1940 in Heidelberg), ondernemer, in 2020 multimiljardair, en mecenas, medeoprichter van het IT-bedrijf SAP. Hij werd bekend als sponsor (zowel privé als via zijn bedrijf als via door hem opgerichte stichtingen) van onder andere voetbalclub TSG 1899 Hoffenheim en de Klima Arena te Sinsheim. Hopp kreeg talrijke onderscheidingen, onder andere wegens zijn ijver voor meer aandacht voor de opwarming van de Aarde. Hopp, die in zijn jeugd geruime tijd in de gemeente Sinsheim woonde, is ereburger van de stad, en de toegangsstraat naar het nieuwe stadion is naar hem genoemd.
- Matto Barfuss, artiestennaam van Matthias Huber (* 5 juni 1970 in Sinsheim), Duits kunstenaar, fotograaf, schrijver en natuurbeschermer. Bekend door een in Afrika gedraaide natuurfilm uit 2017 over cheeta's, getiteld Maleika, waar hij zijn bijnaam Gepardenmann (jachtluipaardman) aan dankt.
- Sarai Linder (1999 in de gemeente Sinsheim ), voetbalster

Altlußheim · Angelbachtal · Bammental · Brühl · Dielheim · Dossenheim · Eberbach · Edingen-Neckarhausen · Epfenbach · Eppelheim · Eschelbronn · Gaiberg · Heddesbach · Heddesheim · Heiligkreuzsteinach · Helmstadt-Bargen · Hemsbach · Hirschberg an der Bergstraße · Hockenheim · Ilvesheim · Ketsch · Ladenburg · Laudenbach · Leimen · Lobbach · Malsch · Mauer · Meckesheim · Mühlhausen · Neckarbischofsheim · Neckargemünd · Neidenstein · Neulußheim · Nußloch · Oftersheim · Plankstadt · Rauenberg · Reichartshausen · Reilingen · Sandhausen · Schönau · Schönbrunn · Schriesheim · Schwetzingen · Sinsheim · Spechbach · St. Leon-Rot · Waibstadt · Walldorf · Weinheim · Wiesenbach · Wiesloch · Wilhelmsfeld · Zuzenhausen